# Cratere Kamnik
Kamnik  è un cratere sulla superficie di Marte.